# Arctornis cretoserratus
Arctornis cretoserratus är en fjärilsart som beskrevs av Holloway 1999. Arctornis cretoserratus ingår i släktet Arctornis och familjen tofsspinnare. Inga underarter finns listade i Catalogue of Life.